# Telford and Wrekin

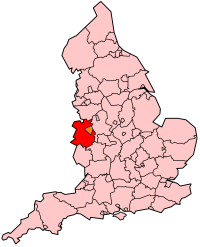
Localización del condado de Shropshire (roja), con la autoridad unitaria de Telford & Wrekin en naranja.

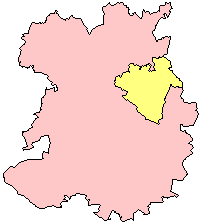
Localización de la autoridad unitaria de Telford & Wrekin (amarilla), con el condado de Shropshire en rosa.

Telford and Wrekin es una autoridad unitaria situada en el este del condado de Shropshire, en Inglaterra (Reino Unido). Tiene fronteras con Shropshire al oeste, al norte y al sur, y una frontera con el condado de Staffordshire al este. Telford & Wrekin fue creado el 1 de abril de 1998.
Telford & Wrekin es la única autoridad unitaria en Shropshire. Lleva los nombres de su capital, la nueva villa de Telford, y su colina la más alta, el Wrekin. En el censo de 2001, Telford & Wrekin tuvo una población de 158.325: 150.014 blancos, 4.586 asiáticos, 1.728 mestizos,  928 negros, 542 chinos y 527 personas de una otra raza.
Telford fue creado después de una unión entre cuatro villas: Wellington, Madeley, Dawley y Oakengates. La única otra villa en la autoridad unitaria es Newport, al norte de Telford.